# フェイブルマンズ
『フェイブルマンズ』（原題：The Fabelmans）は、2022年のアメリカ合衆国のドラマ映画。監督はスティーヴン・スピルバーグ、出演はミシェル・ウィリアムズとポール・ダノなど。
2019年に始まるコロナ禍で死の恐怖に怯え、「あと一作映画を作るなら、どのような題材を選ぶか？」という発想から、企画がスタートした。スピルバーグ監督が自身の子ども時代にインスパイアを受けて制作した作品で、スピルバーグの母リアと父アーノルドに捧げられている。
第47回トロント国際映画祭で最高賞にあたる観客賞を受賞した。

## ストーリー
第二次世界大戦直後の1952年。ニュージャージーに住むユダヤ人の一家・フェイブルマン家の長男サミーは、小学校低学年にして両親と共に初の映画鑑賞を体験した。映画館に響き渡る列車の激突シーン（『地上最大のショウ』）に夢中になったサミーは、父の8ミリカメラで撮影する映画少年に成長して行く。
サミーの父バートは最新技術であるコンピューターの優秀なエンジニアだが、生活は厳しく、元ピアニストの母ミッツィはサミーや妹たちの世話に忙殺される専業主婦として生活していた。やがて時代がコンピューターを認知すると、父バートは大企業に引き抜かれ、一家はアリゾナに転居することになった。助手は招かれていないと聞き激怒するミッツィ。助手のベニーは父バートの親友であり、サミーたちにとっても家族同然の独身男だったのだ。
ベニーも共に就職する形でアリゾナに移る一家。その地で高校生になったサミーは撮影の腕を磨き、映画監督になる夢を膨らませて行った。だが、家族のファミリーキャンプの映像を編集したサミーは、母ミッツィと助手ベニーのキスシーンが写り込んでいることに気が付いた。予期せぬものを撮影してしまい、一時は映画への情熱まで失いかけるサミー。
父バートは滅多に怒らず、母ミッツィを深く愛する優しい男だが、感情を表すことが苦手で、人の話しを黙って受け止めるタイプだった。芸術家で感性が人一倍豊かなミッツィは、喜怒哀楽を表に出すベニーに惹かれてしまったのだ。そんな時に父バートの更なる転職が決まり、一家はベニーを残してカリフォルニアに引っ越した。
1964年、カリフォルニアで高校3年の最後の数ヶ月を過ごすサミー。新しい高校にはユダヤ嫌いを公言するローガンら男子がいて、いじめられるサミー。たが、サミーにキリストを信じさせたいクリスチャンのモニカと恋仲になり、高校の行事である「おサボり日」(卒業学年の海岸への遠足)の撮影も任された。
母ミッツィはついにベニーと暮らしたいと口にし、父バートは静かに離婚を受け入れた。妹たちは母と去ることになり、サミーは高卒で映像の仕事を探す決心をした。高校最後のプロムの夜に、モニカに一緒にハリウッドへとプロポーズするサミー。だが、大学進学が決まっているモニカは断った。
プロムの出し物として「おサボり日」の記録映画を上映しながら涙するサミー。その映画の主役は、いじめっ子のローガンだった。美男子な上に逞しいスポーツマンで、見るからに主役タイプのローガンを、サミーは作品の要として使わずにいられなかったのだ。
映画は大好評だったが不機嫌そうなローガンは、無人の校舎で座り込むサミーを見つけて「いじめの仕返しか！」と詰め寄った。自分の足の速さは努力して身に付けたと叫ぶローガン。だが周囲の人々はヒーローだから当然としか見ず、正当に認められない事がローガンの悩みだったのだ。泣いて本心を吐露したローガンは、映画のためなら大嫌いな反ユダヤ主義者とも友達になると言うサミーを少し見直し、立ち去った。
一年後、父の許しを得て大学を中退したサミーは、ハリウッドで就職活動に励み、テレビ映画制作の下っ端の仕事にありついた。撮影スタジオでサミーを面接し、熱心な彼を向いのオフィスに連れて行くプロデューサー。そこで巨匠のジョン・フォード監督に会ったサミーは、ほんの数分の会話だったが、将来への希望に包まれた。

## キャスト
※括弧内は日本語吹替。
- サミー・フェイブルマン - ガブリエル・ラベル（英語版）（入野自由）

主人公。スティーヴン・スピルバーグ本人をモデルとしている。正式名称はサミュエル。
- 幼少期のサミー - マテオ・ゾリアン・フランシス＝デフォード（釘宮理恵）

- ミッツィ・フェイブルマン - ミシェル・ウィリアムズ（小林さやか）

サミーの母。ピアニスト。スティーヴンの母親リア・アドラーがモデル。
- バート・フェイブルマン - ポール・ダノ（内田夕夜）

サミーの父。エンジニア。スティーヴンの父親アーノルド・スピルバーグがモデル。
- ジョン・フォード - デイヴィッド・リンチ（糸博）

アカデミー監督賞を歴代最多の4度受賞した映画監督。
- ベニー - セス・ローゲン（落合弘治）

バートの助手を務めるエンジニアで親友。フェイブルマン家とは家族ぐるみで親しく、親戚ではないが「ベニーおじさん」と呼ばれている。
- ボリス・シルドクラート - ジャド・ハーシュ（宝亀克寿）

サミーの大伯父（ミッツィの実母の兄）。
- モニカ・シャーウッド - クロエ・イースト（英語版）（大平あひる）

カリフォルニアの高校における、サミーの同級生の少女。
- ローガン・ホール - サム・レヒナー（村井雄治）

高校のサミーの同級生の少年。イケメンで運動神経抜群のジョック。ユダヤ人嫌いを公言しているいじめっ子。
- チャド・トーマス - オークス・フェグリー（宮城一貴）

高校のサミーの同級生の少年。ユダヤ人嫌いを公言するいじめっ子。
- レジー・フェイブルマン - ジュリア・バターズ（久野美咲）

サミーの妹でフェイブルマン家長女。スティーヴンの妹のアンがモデル。
- 幼少期のレジー - バーディー・ボリア

- ナタリー・フェイブルマン - キーリー・カルステン（宇山玲加）

サミーの2人目の妹でフェイブルマン家次女。スティーヴンの妹のナンシーがモデル。
- 幼少期のナタリー - アリーナ・ブレイス

- リサ・フェイブルマン - ソフィア・コペラ（木野日菜）

サミーの3人目の妹でフェイブルマン家末っ子。スティーヴンの妹のスーがモデル。
- ハダサー・フェイブルマン - ジーニー・バーリン（鈴木れい子）

サミーの祖母で、バートの実母。
- ロジャー - ガブリエル・ベイトマン（近松孝丞）

サミーの自主制作映画に参加するボーイスカウトの1人。
- バーナード・ファイン - グレッグ・グランバーグ（松川裕輝）

サミーに仕事の機会を与えたCBSのプロデューサー。『OK捕虜収容所』の共同制作者。

## 評価
RottenTomatoesでは256件のレビューに基づき、91%の好評価を得ている。

### 受賞・ノミネート
| 賞                               | 発表日        | 部門                     | 対象                                          | 結果       | 出典   |
| -------------------------------- | ------------- | ------------------------ | --------------------------------------------- | ---------- | ------ |
| クリティクス・チョイス・アワード | 2023年1月15日 | 作品賞                   | フェイブルマンズ                              | ノミネート | [ 9 ]  |
| クリティクス・チョイス・アワード | 2023年1月15日 | 監督賞                   | スティーヴン・スピルバーグ                    | ノミネート | [ 9 ]  |
| クリティクス・チョイス・アワード | 2023年1月15日 | 主演女優賞               | ミシェル・ウィリアムズ                        | ノミネート | [ 9 ]  |
| クリティクス・チョイス・アワード | 2023年1月15日 | 助演男優賞               | ポール・ダノ                                  | ノミネート | [ 9 ]  |
| クリティクス・チョイス・アワード | 2023年1月15日 | 助演男優賞               | ジャド・ハーシュ                              | ノミネート | [ 9 ]  |
| クリティクス・チョイス・アワード | 2023年1月15日 | 若手俳優賞               | ガブリエル・ラベル                            | 受賞       | [ 9 ]  |
| クリティクス・チョイス・アワード | 2023年1月15日 | アンサンブル演技賞       | キャスト陣                                    | ノミネート | [ 9 ]  |
| クリティクス・チョイス・アワード | 2023年1月15日 | 脚本賞                   | スティーヴン・スピルバーグ トニー・クシュナー | ノミネート | [ 9 ]  |
| クリティクス・チョイス・アワード | 2023年1月15日 | 撮影賞                   | ヤヌス・カミンスキー                          | ノミネート | [ 9 ]  |
| クリティクス・チョイス・アワード | 2023年1月15日 | 衣装デザイン賞           | リック・カーター カレン・オハラ               | ノミネート | [ 9 ]  |
| クリティクス・チョイス・アワード | 2023年1月15日 | 作曲賞                   | ジョン・ウィリアムズ                          | ノミネート | [ 9 ]  |
| ゴールデングローブ賞             | 2023年1月10日 | 作品賞(ドラマ部門)       | フェイブルマンズ                              | 受賞       | [ 10 ] |
| ゴールデングローブ賞             | 2023年1月10日 | 監督賞                   | スティーヴン・スピルバーグ                    | 受賞       | [ 10 ] |
| ゴールデングローブ賞             | 2023年1月10日 | 主演女優賞（ドラマ部門） | ミシェル・ウィリアムズ                        | ノミネート | [ 10 ] |
| ゴールデングローブ賞             | 2023年1月10日 | 脚本賞                   | スティーヴン・スピルバーグ トニー・クシュナー | ノミネート | [ 10 ] |
| ゴールデングローブ賞             | 2023年1月10日 | 作曲賞                   | ジョン・ウィリアムズ                          | ノミネート | [ 10 ] |
| サテライト賞                     | 2023年2月11日 | 作品賞（ドラマ部門)      | フェイブルマンズ                              | 未決定     | [ 11 ] |
| サテライト賞                     | 2023年2月11日 | 監督賞                   | スティーヴン・スピルバーグ                    | 未決定     | [ 11 ] |
| サテライト賞                     | 2023年2月11日 | 主演男優賞（ドラマ部門） | ガブリエル・ラベル                            | 未決定     | [ 11 ] |
| サテライト賞                     | 2023年2月11日 | 主演女優賞（ドラマ部門） | ミシェル・ウィリアムズ                        | 未決定     | [ 11 ] |
| サテライト賞                     | 2023年2月11日 | 助演男優賞               | ポール・ダノ                                  | 未決定     | [ 11 ] |
| サテライト賞                     | 2023年2月11日 | 脚本賞                   | スティーヴン・スピルバーグ トニー・クシュナー | 未決定     | [ 11 ] |
| サテライト賞                     | 2023年2月11日 | 編集賞                   | サラ・ブロシャー マイケル・カーン             | 未決定     | [ 11 ] |
| サテライト賞                     | 2023年2月11日 | 美術賞                   | リック・カーター                              | 未決定     | [ 11 ] |
| サテライト賞                     | 2023年2月11日 | 作曲賞                   | ジョン・ウィリアムズ                          | 未決定     | [ 11 ] |
| トロント国際映画祭               | 2022年9月18日 | 観客賞                   | フェイブルマンズ                              | 受賞       | [ 12 ] |